# اسپرس هلالی
اسپرس هلالی (نام علمی: Onobrychis lunata) نام یک گونه از سرده اسپرس است.